# Cheerleading ai The World Games Series 2024
Le competizioni di cheerleading ai The World Games Series si sono svolte dall'11 al 13 ottobre 2024 ad Hong Kong.

## Podi
| Evento                  | Oro         | Argento   | Bronzo  |
| Cheerleading Double Pom | Stati Uniti | Australia | Messico |

## Medagliere
| Posiz. | Nazione     | Oro | Argento | Bronzo | Totale |
| ------ | ----------- | --- | ------- | ------ | ------ |
| 1      | Stati Uniti | 1   | 0       | 0      | 1      |
| 2      | Australia   | 0   | 1       | 0      | 1      |
| 3      | Messico     | 0   | 0       | 1      | 1      |
| Totale | Totale      | 1   | 1       | 1      | 3      |